# C215
C215, pseudonimo di Christian Guémy (Bondy, ottobre 1973), è un artista francese che si esprime attraverso la tecnica dello stencil.

## Biografia
Christian Guemy risiede a Parigi, dove ha conseguito il dottorato in Storia dell'arte presso la Sorbona, incentrando gli studi sul patrimonio artistico che apportato dalla Chiesa alla Francia del XVII secolo.
C215 rappresenta preferibilmente soggetti comuni, gente nel suo aspetto più umile e sincero, come mendicanti, senzatetto, bambini di strada, donne, anziani, lavoratori, immigrati. Nei suoi lavori pone molta attenzione nell'attribuire ai un'intensa espressività lineamenti ed all'aspetto dei volti.
Attivo a partire dal 2005, C215 ha elaborato gradualmente delle peculiari capacità ed abilità nel comporre i suoi stencil, che rende i suoi lavori riconoscibili per il tratto. Nel 2007 pubblica e finanzia autonomamente il volume "Stencil History X" e la sua ultima esposizione pubblica, si è tenuta a Parigi alla fine del 2010.
Le sue opere sono presenti sulle strade di numerose città come La Valletta, Nuova Delhi, Djerba, San Paolo, Brooklyn, Los Angeles, Mosca, Istanbul, Gerusalemme, Tel Aviv, Amsterdam, Barcellona, Londra, Roma, Palermo e Atene.
All'interno del videogioco Far Cry 4 compaiono alcune sue opere, diventando così di fatto il primo street artist virtuale della storia.

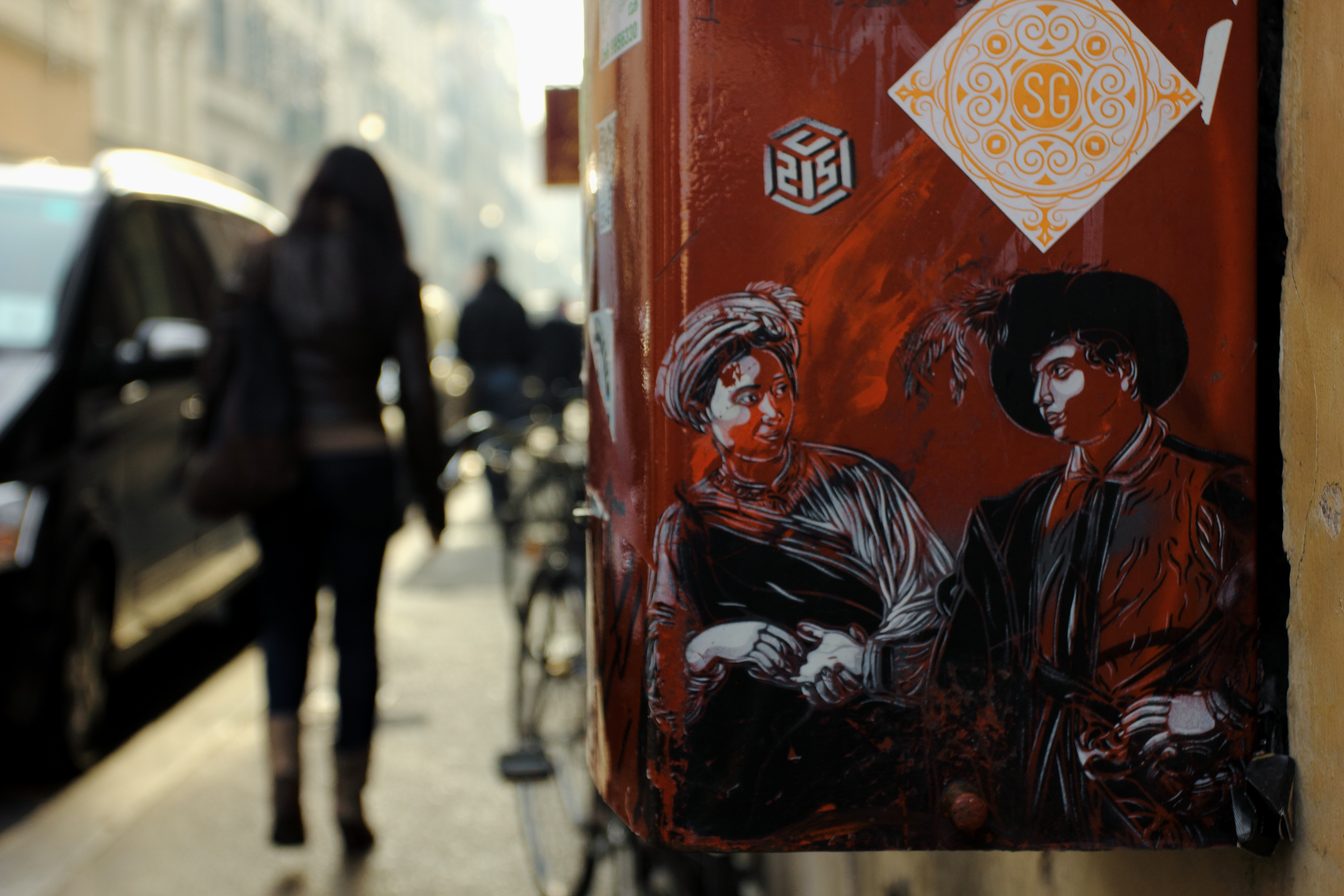
Stencil ispirato alla Buona ventura di Caravaggio a Roma